# Ансимов, Павел Георгиевич
Па́вел Гео́ргиевич Анси́мов (24 августа 1891, Четыре Бугра, Астраханского уезда Астраханской губернии — 21 ноября 1937, Бутовский полигон) — протоиерей Русской православной церкви, канонизирован как священномученик (2005).
Отец театрального режиссёра, народного артиста СССР Георгия Ансимова.

## Биография
Родился 24 августа 1891 года в селе Четыре Бугра Астраханского уезда Астраханской губернии в семье священника.
В 1906 году окончил Астраханское духовное училище. В 1911 году окончил Астраханскую духовную семинарию.
В 1912 году женился на дочери священника Вячеслава Стефановича Соллертинского - Марии, выпускнице Высших курсов. В том же году рукоположён в сан священника. Вскоре родилась дочь Надежда.
В 1919 году закончил Казанскую духовную академию.
В 1921—1923 годах служил в станице Ладожской на Кубани.
Служил в московских церквях: Введения на Введенской площади (1925—1929), Святителя Николая в Покровском (1930—1931), Воскресения Христова на Семёновском кладбище (1931—1935), Рождества Христова в Измайлове (1935—1937).
Духовник Московской Покровской общины сестёр милосердия в 1929—1932 годах, за возглавление «нелегального сестричества» был арестован в 1930 году, но освобождён с прекращением дела. По некоторым данным, на протяжении 1930 года был арестован трижды.
Последний раз арестован 2 ноября 1937, осуждён тройкой НКВД за «контрреволюционную антисоветскую агитацию», расстрелян на Бутовском полигоне.

## Канонизация
Причислен к лику святых новомучеников Российских постановлением Священного Синода 16 июля 2005 года для общецерковного почитания. Память в РПЦ 8 ноября по ст. ст., в Соборе новомучеников и исповедников Российских и в Соборе Бутовских новомучеников.

## О нём
Жизни священника Павла Ансимова посвящена книга его сына, режиссёра Большого театра Георгия Ансимова «Уроки отца» (М., 2005).